# Puchar Ligi Polskiej (2000/2001)
Puchar Ligi Polskiej 2000/2001 – 3. edycja rozgrywek pucharu ligi piłki nożnej mężczyzn w Polsce (w tym 2. pod nazwą Puchar Ligi Polskiej). Po raz pierwszy wzięły w niej udział drużyny z II ligi, dzięki czemu liczba uczestników zwiększyła się z 16 do 36.
Tytułu broniła Polonia Warszawa. Puchar wywalczyła Wisła Kraków.

## Uczestnicy
| Grający od 1/8 finału                                                                                           | Grający od III rundy | Grający od II rundy | Grający od I rundy                                                     |
| I liga 1999/2000 7 drużyn (miejsca 1–7)                                                                         | I liga 1999/2000 7 drużyn (miejsca 8–14) | I liga 1999/2000 2 drużyny (miejsca 15–16) | III liga 1999/2000 4 drużyny (mistrzowie grup)                         |
| - Polonia Warszawa - Wisła Kraków - Ruch Chorzów - Legia Warszawa - Zagłębie Lubin - Amica Wronki - Widzew Łódź | - Stomil Olsztyn - Odra Wodzisław Śląski - Ruch Radzionków - Dyskobolia Grodzisk Wielkopolski - Orlen Płock - Pogoń Szczecin - Górnik Zabrze | - ŁKS Łódź - Lech Poznań | - Dolcan Ząbki - Górnik Polkowice - Tłoki Gorzyce - Zagłębie Sosnowiec |
| - Polonia Warszawa - Wisła Kraków - Ruch Chorzów - Legia Warszawa - Zagłębie Lubin - Amica Wronki - Widzew Łódź | II liga 1999/2000 2 drużyny (miejsca 1–2) | II liga 1999/2000 14 drużyn (miejsca 3–16) | - Dolcan Ząbki - Górnik Polkowice - Tłoki Gorzyce - Zagłębie Sosnowiec |
| - Polonia Warszawa - Wisła Kraków - Ruch Chorzów - Legia Warszawa - Zagłębie Lubin - Amica Wronki - Widzew Łódź | - Śląsk Wrocław - GKS Katowice | - Górnik Łęczna - GKS Bełchatów - Włókniarz Kietrz - RKS Radomsko - Ceramika Opoczno - Odra Opole - Polar Wrocław - Stal Stalowa Wola - Polonia Bytom - KSZO Ostrowiec Świętokrzyski - Świt Nowy Dwór Mazowiecki - Lechia/Polonia Gdańsk - KS Myszków - Hetman Zamość | - Dolcan Ząbki - Górnik Polkowice - Tłoki Gorzyce - Zagłębie Sosnowiec |

## Nagrody pieniężne
Każdy z uczestników otrzymał na starcie 25 000 PLN.
| Runda       | Kwota       | Kwota       |
| Runda       | Zwycięzca   | Przegrany   |
| ----------- | ----------- | ----------- |
| I runda     | 20 000 PLN  | 10 000 PLN  |
| II runda    | 30 000 PLN  | 15 000 PLN  |
| III runda   | 50 000 PLN  | 25 000 PLN  |
| 1/8 finału  | 220 000 PLN | 120 000 PLN |
| Ćwierćfinał | 270 000 PLN | 140 000 PLN |
| Półfinał    | 320 000 PLN | 180 000 PLN |
| Finał       | 600 000 PLN | 300 000 PLN |

## Terminarz
| Runda       | Data losowania  | Terminy meczów            | Terminy meczów           | Liczba zespołów | Drużyny wchodzące do gry                                        |
| ----------- | --------------- | ------------------------- | ------------------------ | --------------- | --------------------------------------------------------------- |
| I runda     | 8 czerwca 2000  | 12 lipca 2000             | 15 lipca 2000            | 4 → 2           | Beniaminkowie II ligi 2000/2001                                 |
| II runda    | 22 czerwca 2000 | 19 lipca 2000             | 22 lipca 2000            | 18 → 9          | Drużyny 3–16 II ligi 1999/2000 i spadkowicze z I ligi 1999/2000 |
| III runda   | 22 czerwca 2000 | 26 lipca 2000             | 2–3 sierpnia 2000        | 18 → 9          | Drużyny 8–14 I ligi 1999/2000 i beniaminkowie I ligi 2000/2001  |
| 1/8 finału  | 22 czerwca 2000 | 29–30 sierpnia 2000       | 6 września 2000          | 16 → 8          | Pozostałe drużyny I ligi 2000/2001                              |
| Ćwierćfinał | 22 czerwca 2000 | 18 i 25 października 2000 | 8 i 25–26 listopada 2000 | 8 → 4           |                                                                 |
| Półfinał    | 22 czerwca 2000 | 20–21 marca 2001          | 3–4 kwietnia 2001        | 4 → 2           |                                                                 |
| Finał       | 22 czerwca 2000 | 26 maja 2001              | 3 czerwca 2001           | 2               |                                                                 |

## I runda
Uczestnicy tej fazy rozgrywek reprezentowali w sezonie 2000/2001 II ligę.
| Drużyna 1                            | Wynik dwumeczu | Drużyna 2     | Pierwszy mecz | Drugi mecz |
| ------------------------------------ | -------------- | ------------- | ------------- | ---------- |
| Zagłębie Sosnowiec                   | 3:4            | Dolcan Ząbki  | 1:2           | 2:2        |
| Górnik Polkowice                     | 4:0            | Tłoki Gorzyce | 2:0           | 2:0        |
| Po lewej gospodarz pierwszego meczu. |                |               |               |            |

## II runda
Uczestnicy tej fazy rozgrywek reprezentowali w sezonie 2000/2001 II ligę.
| Drużyna 1                            | Wynik dwumeczu | Drużyna 2                 | Pierwszy mecz | Drugi mecz |
| ------------------------------------ | -------------- | ------------------------- | ------------- | ---------- |
| Lechia/Polonia Gdańsk                | 3:3 (b. wyj.)  | Odra Opole                | 2:0           | 1:3        |
| Górnik Polkowice                     | 7:4            | GKS Bełchatów             | 4:2           | 3:2        |
| Hetman Zamość                        | 2:1            | Polar Wrocław             | 2:1           | 0:0        |
| Polonia Bytom                        | 6:2            | KS Myszków                | 5:1           | 1:1        |
| Włókniarz Kietrz                     | 6:4            | Lech Poznań               | 5:2           | 1:2        |
| Dolcan Ząbki                         | 3:5            | ŁKS Łódź                  | 1:3           | 2:2        |
| KSZO Ostrowiec Świętokrzyski         | 2:3            | Górnik Łęczna             | 2:1           | 0:2        |
| RKS Radomsko                         | 3:0            | Stal Stalowa Wola         | 0:0           | 3:0        |
| Ceramika Opoczno                     | 2:1            | Świt Nowy Dwór Mazowiecki | 1:0           | 1:1        |
| Po lewej gospodarz pierwszego meczu. |                |                           |               |            |

## III runda
Uczestnicy tej fazy rozgrywek reprezentowali w sezonie 2000/2001 następujące poziomy ligowe:
- I liga (pierwszy poziom) – 9 drużyn:
Dyskobolia Grodzisk Wielkopolski, GKS Katowice, Górnik Zabrze, Odra Wodzisław Śląski, Orlen Płock, Pogoń Szczecin, Ruch Radzionków, Stomil Olsztyn, Śląsk Wrocław
- II liga (drugi poziom) – 9 drużyn:
Ceramika Opoczno, Górnik Polkowice, Górnik Łęczna, Hetman Zamość, Lechia/Polonia Gdańsk, ŁKS Łódź, Polonia Bytom, RKS Radomsko, Włókniarz Kietrz

| Drużyna 1                            | Wynik dwumeczu  | Drużyna 2                        | Pierwszy mecz | Drugi mecz |
| ------------------------------------ | --------------- | -------------------------------- | ------------- | ---------- |
| Górnik Łęczna                        | 0:2             | Górnik Zabrze                    | 0:0           | 0:2        |
| ŁKS Łódź                             | 0:4             | Górnik Polkowice                 | 0:3           | 0:1        |
| Ceramika Opoczno                     | 1:1 pd., k. 3:4 | Włókniarz Kietrz                 | 0:1           | 1:0        |
| Stomil Olsztyn                       | 1:8             | Hetman Zamość                    | 1:5           | 0:3        |
| Ruch Radzionków                      | 1:2             | RKS Radomsko                     | 0:1           | 1:1        |
| Polonia Bytom                        | 1:4             | Pogoń Szczecin                   | 0:2           | 1:2        |
| Śląsk Wrocław                        | 1:5             | Odra Wodzisław Śląski            | 1:2           | 0:3        |
| Lechia/Polonia Gdańsk                | 0:3             | Dyskobolia Grodzisk Wielkopolski | 0:0           | 0:3        |
| GKS Katowice                         | 4:1             | Orlen Płock                      | 2:0           | 2:1        |
| Po lewej gospodarz pierwszego meczu. |                 |                                  |               |            |

## 1/8 finału
Uczestnicy tej fazy rozgrywek reprezentowali w sezonie 2000/2001 następujące poziomy ligowe:
- I liga (pierwszy poziom) – 12 drużyn:
Amica Wronki, Dyskobolia Grodzisk Wielkopolski, GKS Katowice, Górnik Zabrze, Legia Warszawa, Odra Wodzisław Śląski, Polonia Warszawa, Pogoń Szczecin, Ruch Chorzów, Widzew Łódź, Wisła Kraków, Zagłębie Lubin
- II liga (drugi poziom) – 4 drużyny:
Górnik Polkowice, Hetman Zamość, RKS Radomsko, Włókniarz Kietrz

| Drużyna 1                            | Wynik dwumeczu | Drużyna 2        | Pierwszy mecz | Drugi mecz |
| ------------------------------------ | -------------- | ---------------- | ------------- | ---------- |
| Legia Warszawa                       | 3:2            | GKS Katowice     | 1:0           | 2:2        |
| Dyskobolia Grodzisk Wielkopolski     | 2:4            | Wisła Kraków     | 0:0           | 2:4        |
| Zagłębie Lubin                       | 5:2            | Ruch Chorzów     | 4:2           | 1:0        |
| Odra Wodzisław Śląski                | 1:3            | RKS Radomsko     | 1:2           | 0:1        |
| Widzew Łódź                          | 2:6            | Amica Wronki     | 2:2           | 0:4        |
| Pogoń Szczecin                       | 6:2            | Hetman Zamość    | 5:0           | 1:2        |
| Górnik Zabrze                        | 1:2            | Górnik Polkowice | 1:1           | 0:1        |
| Włókniarz Kietrz                     | 3:3 (b. wyj.)  | Polonia Warszawa | 3:2           | 0:1        |
| Po lewej gospodarz pierwszego meczu. |                |                  |               |            |

## 1/4 finału
Uczestnicy tej fazy rozgrywek reprezentowali w sezonie 2000/2001 następujące poziomy ligowe:
- I liga (pierwszy poziom) – 6 drużyn:
Amica Wronki, Legia Warszawa, Polonia Warszawa, Pogoń Szczecin, Wisła Kraków, Zagłębie Lubin
- II liga (drugi poziom) – 2 drużyny:
Górnik Polkowice, RKS Radomsko

| Drużyna 1                            | Wynik dwumeczu | Drużyna 2        | Pierwszy mecz | Drugi mecz |
| ------------------------------------ | -------------- | ---------------- | ------------- | ---------- |
| Amica Wronki                         | 5:4            | Pogoń Szczecin   | 2:2           | 3:2        |
| Legia Warszawa                       | 2:4            | Wisła Kraków     | 1:1           | 1:3        |
| Zagłębie Lubin                       | 2:2 (b. wyj.)  | Polonia Warszawa | 1:0           | 1:2        |
| RKS Radomsko                         | 3:4            | Górnik Polkowice | 3:2           | 0:2        |
| Po lewej gospodarz pierwszego meczu. |                |                  |               |            |

### Pierwsze mecze
| 18 października 2000 | Amica Wronki           | 2:2   | Pogoń Szczecin                |                                                 |
| 18:00                | Zieńczuk 3' · Król 33' | (2:0) | Dubicki 47' · Kaczorowski 67' | Widzów: 1500 Sędzia: Mirosław Ryszka (Warszawa) |

| 18 października 2000 | Legia Warszawa | 1:1   | Wisła Kraków   |                                                     |
| 18:00                | Kucharski 67'  | (0:1) | Moskalewicz 5' | Widzów: 7000 Sędzia: Grzegorz Kasperkowicz (Poznań) |

| 25 października 2000 | Zagłębie Lubin | 1:0   | Polonia Warszawa |                                                |
| 14:00                | Podbrożny 24'  | (1:0) |                  | Widzów: 1000 Sędzia: Grzegorz Gilewski (Radom) |

| 25 października 2000 | RKS Radomsko       | 3:2   | Górnik Polkowice             |                                                 |
| 14:00                | Folc 44', 45', 57' | (2:1) | Jeziorny 36' · Cackowski 90' | Widzów: 3000 Sędzia: Krzysztof Wylot (Warszawa) |

### Rewanże
| 25 listopada 2000 | Pogoń Szczecin          | 2:3   | Amica Wronki                               |                                                  |
| 13:00             | Gęsior 6' · Đoković 74' | (1:3) | Król 14' · Kryszałowicz 20' · Kukiełka 27' | Widzów: 4000 Sędzia: Zbigniew Urbańczyk (Kraków) |

| 26 listopada 2000 | Wisła Kraków                              | 3:1   | Legia Warszawa |                                             |
| 12:30             | Moskal 53' · Kulawik 58' · Frankowski 72' | (0:1) | Giuliano 12'   | Widzów: 7000 Sędzia: Ryszard Wójcik (Opole) |

| 8 listopada 2000 | Górnik Polkowice         | 2:0   | RKS Radomsko |                                           |
| 13:00            | Cackowski 2' · Kułyk 58' | (1:0) |              | Widzów: 6000 Sędzia: Tomasz Wolak (Opole) |

| 8 listopada 2000 | Polonia Warszawa                   | 2:1   | Zagłębie Lubin |                                            |
| 13:30            | Jakubiak 74' · Gołaszewski 89' (k) | (0:1) | Radžius 3'     | Widzów: 2500 Sędzia: Robert Małek (Zabrze) |

## 1/2 finału
Uczestnicy tej fazy rozgrywek reprezentowali w sezonie 2000/2001 następujące poziomy ligowe:
- I liga (pierwszy poziom) – 3 drużyny:
Amica Wronki, Wisła Kraków, Zagłębie Lubin
- II liga (drugi poziom) – 1 drużyna:
Górnik Polkowice

| Drużyna 1                            | Wynik dwumeczu | Drużyna 2      | Pierwszy mecz | Drugi mecz |
| ------------------------------------ | -------------- | -------------- | ------------- | ---------- |
| Górnik Polkowice                     | 1:2            | Zagłębie Lubin | 0:0           | 1:2        |
| Wisła Kraków                         | 2:1            | Amica Wronki   | 2:0           | 0:1        |
| Po lewej gospodarz pierwszego meczu. |                |                |               |            |

### Pierwsze mecze
| 20 marca 2001 | Górnik Polkowice | 0:0 | Zagłębie Lubin |                                                |
| 15:00         |                  |     |                | Widzów: 6000 Sędzia: Krzysztof Słupik (Tarnów) |

| 21 marca 2001 | Wisła Kraków              | 2:0   | Amica Wronki |                                               |
| 15:00         | Żurawski 14' (k), 44' (k) | (2:0) |              | Widzów: 5000 Sędzia: Tomasz Mikulski (Lublin) |

### Rewanże
| 3 kwietnia 2001 | Zagłębie Lubin    | 2:1   | Górnik Polkowice |                                              |
| 16:00           | Narwojsz 65', 69' | (0:0) | Ujek 57'         | Widzów: 3500 Sędzia: Krzysztof Zdunek (Łódź) |

| 4 kwietnia 2001 | Amica Wronki   | 1:0   | Wisła Kraków |                                            |
| 18:00           | Sobociński 24' | (1:0) |              | Widzów: 1000 Sędzia: Robert Małek (Zabrze) |

## Finał

### Pierwszy mecz
| 26 maja 2001 18:00 | Zagłębie Lubin | 0:3(0:2) | Wisła Kraków · Sosin 32' · Moskalewicz 33' · Czerwiec 73' | Widzów: 1000 Sędzia: Grzegorz Gilewski (Radom) |
|                    |                |          |                                                           |                                                |

### Rewanż
| 3 czerwca 2001 16:30 | Wisła Kraków · Frankowski 47' | 1:2(0:1) | Zagłębie Lubin · Asipowicz 39' · Krzyżanowski 53' | Widzów: 5000 Sędzia: Jacek Granat (Warszawa) |
|                      |                               |          |                                                   |                                              |